# Watertoren (Utrecht Neckardreef)
De watertoren aan de Neckardreef is gebouwd tussen 1934 en 1935 in opdracht van de toenmalige gemeente Maartensdijk.
Hij is ontworpen in de stijl van de Amsterdamse School door de architect J.L. Pateer, bedrijfsleider Drinkwaterleiding Noord-West-Utrecht. De toren is gebouwd in het kader van een werkgelegenheidsproject tijdens de Crisisjaren. De achtzijdige watertoren heeft een hoogte van 48,6 meter. Het betonnen vlakbodemreservoir heeft een inhoud van 500 m³.
Door de annexatie van een deel van de gemeente Maartensdijk door Utrecht kwam de toren in 1954 binnen de gemeentegrenzen van deze stad. De toren wordt thans omsloten door Park de Watertoren in de wijk Overvecht.
De toren heeft de status van rijksmonument.

## In particulier eigendom
De watertoren was eigendom van waterleidingbedrijf Vitens, die het gebouw in 2018 verkocht aan Winder Sital, een particulier. Deze probeert tot herbestemming te komen voor het monument. Gepland zijn woningen, kantoren, vergaderruimte, een panoramadek, alsmede bed & breakfast en een op het terrein nieuw te bouwen horecapaviljoen met terras.